# Earthworm Jim 2
«Earthworm Jim 2» (укр. Черв'як Джим 2) — відеогра жанру платформер, продовження першої частини Earthworm Jim, де головний герой, Черв'як Джим, вирушає в подорож, щоб урятувати принцесу Як-її-там. Гра спочатку випущена в 1995 році для Sega Mega Drive і SNES. 1996 року сиквел вийшов на MS DOS у складі антології Whole Can O'Worms скандинавської студії Rainbow Arts. Пізніше були випущені трохи змінені версії для Sony PlayStation і Sega Saturn. 2002 року гра з'явилася на Game Boy Advance, а в 2009 році для віртуальної консолі Wii.

## Сюжет
У вступному ролику (з написом Sega) демонструється початок сюжету: Джим грає на гармоніці для своєї коханої — принцеси Як-її-там. Раптово Психоворон відволікає Джима і викрадає принцесу Як-її-там. Головний герой йде її рятувати.

## Рівні
«Anything But Tangerines» (укр. Все, крім мандаринів) — перший рівень. Тут Джиму будуть допомагати свині, яких він повинен доставити на потрібну точку, щоб пройти далі. Також в цьому рівні є бонусний етап, де можна отримати 9 плазма-гармат і додаткове життя. Босом тут є рибка Боб.
«Lorenzen's Soil» (укр. Ґрунт Лорензена) — печерний рівень. Тут наданий один вид зброї з нескінченними боєприпасами, який здатний бурити піщані стіни. Рівень обмежений за часом, який можна продовжувати, підбираючи розкидані на рівні годинники. Бос рівня — Личинка Педро. У версіях для GBA та MS-DOS версіях цей рівень був вирізаний. [уточнити]
«Jim's Now a Blind Cave Salamander!» (укр. Джим тепер сліпа печерна саламандра!, у версії для Sega Saturn і SNES — Villi People) — головний герой постає у вигляді сліпої печерної саламандри. Вид зброї так само, як у попередньому рівні, тільки один. Стіни на цьому рівні небезпечні і наносять ушкодження. У кінці рівня необхідно пройти своєрідну вікторину, за правильні відповіді на питання якої можна отримати призи: патрон, життя, сендвіч, камінь або хробак. Покарання за помилки немає. Після закінчення вікторини гравець потрапляє на ще один бонусний етап з перевіркою на запам'ятовування: необхідно торкнутися в правильному порядку 4 куль. За правильно вгадану послідовність гравець отримує 2 додаткові життя і сендвіч, що дає 200 % енергії. Бос відсутній. На рівні звучить композиція «Місячна соната» Людвіга ван Бетховена.
«Flying King» (укр. Летючий король) — на цьому рівні гравцеві належить політати на своєму кораблі. Завдання — привезти повітряну кулю з вибуховим снарядом для знищення боса у кінець рівня. Якщо знищити кулю під час перевезення, всі вороги на екрані будуть знищені, а куля з'явиться на початку етапу. Бос рівня — це Майор Слиз.
«Udderly Abducted» (укр. Викрадене вим'я) — завданням цього рівня є доставка корів у хлів, де, в результаті, можна наповнити відро молоком для відкриття проходу далі. Перешкоджає гравцеві НЛО, яке намагається викрасти корову. Якщо корова у вас в руках, НЛО не може її вкрасти. Якщо ж корову викрали, потрібно вдарити батогом по НЛО, і воно відпустить корову. В кінці корови будуть оснащені запалювальним ґнотом і будуть вибухати після закінчення певного часу (залежить від складності гри). Для знешкодження корови потрібно занурити її у ванну. Боса на рівні немає.
«Inflated Head» (укр. Надута голова) — цирковий рівень. Потрібно летіти вгору, надуваючи себе. Регулювати швидкість підйому можна, здмухуючи повітря або набираючи його. Небезпеку становлять лампочки і Злий Кіт, який з укриття буде стріляти у Джима і нападати зверху гострими кігтями. Є також бонусний етап: за рахунок зібраних черв'яків гравцеві належить збивати корисності.
«ISO 9000» — бюрократичний рівень. Тут гравцеві належить ловити хом'ячка в клітці, щоб пройти далі. Небезпекою цього рівня є стрибучі бюро і бюрократи в ковпаках катів. Босом є двері з ногами.
«Level Ate» (укр. Рівень харчування) — рівень схожий на гриль для барбекю — скрізь їжа. Гравця всюди переслідує сільничка що літає, та атакує Джима сіллю. Бос — Вогняне М'ясо. Також присутній бонусний етап під назвою «Totally Forked»: знизу і зверху будуть рухатися виделки, від яких потрібно ухилятися.
«See Jim Run, Run Jim Run!» (укр. Дивіться, Джим біжить, біжи, Джим біжи!) — останній рівень, де гравцю належить бігти наввипередки з Психовороном до кінця рівня. Можна пригальмувати ворога за допомогою зброї. Якщо той прибіжить першим, гравець втратить одне життя і рівень почнеться заново. Якщо ж прийшов першим гравець, на ворона звалиться таксі. Гра буде закінчена.
«Puppy Love» (укр. Щеняча любов) — додаткові рівні в кількості трьох штук. Перший рівень між другим і третім, другий — між п'ятим і шостим, третій — між сьомим і восьмим. Завдання гравця — ловити цуценят Пітера. Якщо гравець впустить декількох цуценят, то Пітер атакує Джима. Головне завдання — донести бомбу, яку кинув Психоворон, до Пітера, щоб той кинув її назад у Психоворона.

## Арсенал
У грі надано декілька видів зброї:
- Батіг — як і в першій частині, Джим використовує самого себе як батіг.

- Бластер — стандартна зброя. Спочатку гравець отримує 1000 патронів до нього. На другому рівні зброя здатна бурити кам'яні стіни.

- Триствольний бластер — той же бластер, тільки стрільба ведеться в секторі в 90 градусів.

- Плазма-бластер — функціонально, така само зброя, як і у першій частині гри. Знищує ворогів з одного пострілу.

- Самонавідні ракети — ракети мають вигляд будиночків (алюзія на англійське 'homing missile'), що летять на ворога самостійно.

- Мега-бластер — після пострілу, через 2-3 секунди, відбудеться великий вибух, що знищує всіх ворогів на екрані.

- Пістолет-бульбашка — анти-зброя. Нікого не може поранити. Завдання — витратити його боєприпас повністю.

## Цікаві факти
- Рівень «Lorenzen's Soil» названий на ім'я головного художника Марка Лорензена (англ. Mark Lorenzen).
- У цій частині є функція «Продовжити». Для цього треба збирати особливі предмети.
- Сопла (англ. Snott) — супутник Джима, замінює «кішку» і парашут.
- Наприкінці рівнів можна бачити кумедну сценку: з неба падає катапульта, Джим кидає вантаж, він падає на дошку, і Джим злітає. У деяких випадках бувають варіанти продовження сцени:
  1. Вантаж падає Джиму на голову;
  2. Вантаж ламає дошку, Джим викликає таксі, сідає і їде;
  3. Аналогічно попередньому варіанту, але таксі проїжджає повз Джима, і він змушений наздоганяти його.
- У першому раунді при зустрічі з першим босом замість бійки Джим просто з'їдає його.
- Додався новий предмет — сендвіч, що дає 200 % до шкали життя.
- У сцені Continue, де потрібно вибрати Так або Ні, є кумедна сценка, де Джим стріляє в себе з гармати.